# Dominic Cummings
Dominic Cummings (anglès: Dominic Mckenzie Cummings)  (Durham, 25 de novembre de 1971) és un estrateg polític britànic. És llicenciat en Història Antiga i Moderna per Oxford, parla rus.
Del 2007 al 2014 va ser assessor especial del llavors secretari d'Educació, Michael Gove. El 2015–16 va ser director de campanya de Vote Leave, una organització contrària a la continuació de la pertinença del Regne Unit a la Unió Europea, que va participar activament en la campanya del referèndum del 2016 sobre aquest tema. Va ser l'home darrere d'eslògans com Take back control (Recuperem el control) o de la promesa de recuperar "350 milions de lliures setmanals per al Servei Nacional de Salut" en cas de sortir de la Unió Europea. El juliol del 2019, el nou primer ministre, Boris Johnson, el va nomenar per al càrrec d'assessor especial del govern.